# شریف تبریزی
شریف تبریزی (زادهٔ ۹۲۸ هجری) از شاعران سدهٔ دهم هجری و اهل تبریز بوده‌است. وی شاگرد لسانی شیرازی بوده و به قدری در هجوگویی خبره بوده که حتی بعضاً خاطر استادش را نیز می‌آزرده است.
شریف تبریزی نهایتاً در سال ۹۵۵ یا ۹۵۶ هجری (۲۷ یا ۲۸ سالگی) بر اثر بیماری وبا بدرود حیات گفت.
دیوان شریف تبریزی در سال 1383 هجری شمسی به کوشش اصغر علمی ( مهروند میاب ) با مقابله ی تمام نسخه‌های خطی موجود دیوان شاعر شامل:
1- نسخه ی خطی 290 / ف کتابخانه ی ملی 2 – نسخه ی خطی 2/ 437 کتابخانه ی مجلس 3 –مجموعه ی خطی 8 / 2765 کتابخانه ی ملی تبریز 4 -  مجموعه ی خطی 3660 کتابخانه ی ملی تبریز 5 – مجموعه ی خطی 4896 کتابخانه ی ملک  6 – نسخه ی خطی 407 مدرسه ی عالی مسجد سپهسالار ( مدرسه ی عالی شهید مطهری ) 7 – نسخه ی خطی 14085 کتابخانه ی مجلس 8 – مجموعه ی خطی 9 / 1384 مجلس سنای سابق 9 – نسخه ی خطی 2574 دانشگاه تهران 10 – مجموعه ی خطی 6 / 2785 کتابخانه ی مجلس، 
تصحیح شده و در انتشارات اندیشه ی نو به چاپ رسیده‌است

## سهواللسان
شریف تبریزی مجموعه‌ای از اشعار شامل قصیده‌ها و غزلیات ناپسند را گرد آورده، آن‌ها را به استادش نسبت داده و این مجموعه را «سهواللسان» نام نهاد و بدین ترتیب استادش لسانی را ناراحت کرد. حیدری تبریزی در پاسخ به این دیوان، رسالهٔ «لسان‌الغیب» را سروده است.

## نقل قول
لطفعلی بیگ آذر دربارهٔ شریف تبریزی می‌نویسد:
در مراتب شاعری —به زعم فقیر— بهتر از لسانی است.

## اشعار
| ز دو دیده خون فشاندم که نظر کنی نکردی |  | به ره تو خاک گشتم که گذر کنی نکردی  |
| دم مرگ هیچ دانی ز چه ماند باز چشمم    |  | ز تو بود چشم آنم که نظر کنی نکردی   |
| چو نکرد یار رحمی ز توان فغان چه حاصل  |  | ز تو بود امید آنم که اثر کنی نکردی  |
| ز نخست کردم ای دل به تو شرح غمزهٔ او   |  | خبرت ز فتنه دادم که حذر کنی نکردی   |
| به وطن شریف روزی که ترا نماند قدری    |  | بجز این نمناد چاره که سفر کنی نکردی |